# La Colline des potences
Pour plus de détails, voir Fiche technique et Distribution.
La Colline des potences (The Hanging Tree) est un film américain réalisé par Delmer Daves, sorti en 1959.

## Synopsis
À peine installé dans un camp de chercheurs d'or, le docteur Joseph Trail sauve de ses poursuivants un jeune voleur de pépites blessé. Afin de le protéger le temps que les prospecteurs oublient la chasse à l'homme et de lui apprendre la valeur de l’argent, il l’oblige grâce à un chantage à se mettre à son service pour une durée indéterminée.
Dans son cabinet et chez les mineurs, le docteur Trail enchaîne les consultations avec une bienveillance qui force l'admiration de ses patients. Un jour, la diligence est attaquée comme le rapporte le conducteur blessé parvenu au village trois jours plus tard, il indique qu’il se trouvait une jolie femme à bord lorsque les bandits ont fouetté les chevaux. Un groupe important de chercheurs d’or part alors à sa recherche pensant la trouver morte après autant de jours brûlants et de nuits glacées dehors.

## Fiche technique
- Titre original : The Hanging Tree
- Titre français : La Colline des potences
- Réalisation : Delmer Daves
- Scénario : Wendell Mayes, Halsted Welles, d'après la nouvelle de Dorothy M. Johnson, The Hanging Tree (1957)
- Adaptation française : Edmond S. Albou
- Direction artistique : Daniel B. Cathcart
- Décors : Frank M. Miller
- Costumes : Marjorie Best
- Photographie : Ted D. McCord
- Son : Stanley Jones
- Montage : Owen Marks
- Musique : Max Steiner
- Sociétés de production : Baroda Productions (États-Unis), Warner Bros. (États-Unis)
- Société de distribution : Warner Bros. (États-Unis, France)
- Pays d'origine :  États-Unis
- Langue originale : anglais
- Format : 35 mm — couleur (Technicolor) — 1,85:1 — monophonique (RCA Sound Recording)
- Genre : western, drame
- Durée : 107 minutes
- Dates de sortie :
  - États-Unis : 11 février 1959
  - Finlande : 13 mars 1959
- (fr) Classification CNC : tous publics (visa d'exploitation no 21858 délivré le 6 mars 1959)

## Distribution
- Gary Cooper (VF : Raymond Loyer) : le docteur Joseph Doc Frail
- Maria Schell (VF : Nelly Benedetti) : Elizabeth Mahler
- Karl Malden (VF : Robert Dalban) : Frenchy Plante
- Ben Piazza (VF : Michel Francois) : Roger Rune, le serviteur contraint de Frail
- Karl Swenson (VF : Pierre Leproux) : Tom Flaunce
- Virginia Gregg (VF : Lucienne Givry) : Edna Flaunce
- George C. Scott (VF : Serge Sauvion) : le docteur George Grubb
- John Dierkes (VF : Noel Darzat) : Society Red
- King Donovan (VF : William Sabatier) : Wonder
- Bud Osborne (non crédité) : un cavalier

## Tournage
- Période de prises de vue : 17 juin au 13 août 1958.
- Extérieurs : Yakima (État de Washington).
- Delmer Daves étant trop malade pour continuer le tournage à l'issue du 25 juillet 1958, c'est Karl Malden qui le reprit le 29 juillet 1958 et l'acheva avec l'assistance du réalisateur Vincent Sherman[1],[2].

## Distinctions

### Récompenses
- Laurel Awards 1959 : 
  - Golden Laurel du meilleur acteur de film d'action à Gary Cooper ;
  - Golden Laurel (3e place) du meilleur acteur dans un rôle secondaire à Karl Malden.

### Nominations
- Laurel Awards 1959 : 
  - film nommé pour le Golden Laurel du meilleur drame (4e place) ;
  - Mack David (paroles) et Jerry Livingston (musique) nommés pour le Golden Laurel de la meilleure chanson (4e place) pour The Hanging Tree (en).
- Oscars 1960 : Mack David (paroles) et Jerry Livingston (musique) nommés pour l'Oscar de la meilleure chanson originale pour The Hanging Tree (en).

## Critique
- « La Ruée vers l'or constituait une puissante toile de fond pour The Hanging Tree, western opaque, au romantisme proche des romans anglais du XIXe siècle, qui surimpressionnait le thème de la mémoire, de la réflexion, à celui de l'éducation[3]. »

## Autour du film
- La chanson The Hanging Tree (en) (nommée aux Laurel Awards et aux Oscars), paroles de Mack David et musique de Jerry Livingston, interprétée dans le film par Marty Robbins, a été adaptée en français sous le titre L'Arbre aux pendus par Boris Vian[4] et notamment interprétée par Juan Catalaño en 1959[5].
- Ce film sera le dernier western de Delmer Daves et également le dernier western de Gary Cooper. Tous deux furent malades pendant le tournage, Daves devant être remplacé par Karl Malden, et Gary Cooper ayant du mal avec les scènes équestres.